# Marie de Beaucaire
Marie de Beaucaire, née en 1535 et morte le 8 septembre 1613, baronne de Rié, princesse de Martigues, duchesse de Penthièvre, est une personnalité du département de la Vendée.

## Biographie
Fille de Jean de Beaucaire (1505-1578) et Guyonne de Breuil, elle se marie en premières noces à François Authier.
En 1556, elle se remarie à Meaux avec le vicomte-prince de Martigues, Sébastien de Luxembourg comte puis duc de Penthièvre,. Ils ont deux filles : Marie de Luxembourg (née le 15 février 1562 au château de Lamballe, mariée à Philippe-Emmanuel de Lorraine en 1579 et décédée le 19 juin 1623 au château d'Anet), et Jeanne décédée aux Essarts à un an.
Elle œuvre pour l'essor de la cité de Saint-Hilaire-de-Riez en Vendée et de sa dépendance Croix-de-Vie. Elle a une solide réputation de bâtisseur, puisqu'elle est à l'origine de la création du premier port de pêche de Croix-de-Vie. Toujours à Croix-de-Vie, elle fait construire au XVIIe siècle une chapelle puis une seconde (aujourd'hui dans le vieux cimetière de Saint-Hilaire-de-Riez) en 1610 à la mémoire de son mari mort en 1569.